# CD Rincón
Club Deportivo Rincón is een Spaanse voetbalclub die in 1964 werd opgericht in de Andalusische gemeente Rincón de la Victoria.

## Geschiedenis
Rincón speelde in de jaren '70 in de Seguna Regional, dat aanvankelijk het zesde en vanaf 1977 het zevende niveau was in het Spaanse voetbal. In 1980 en 1981 promoveerde de club tweemaal op rij, waardoor de club in het seizoen 1981/82 uitkwam in de Regional Preferente. Het verblijf daar bleef beperkt tot één seizoen, maar in 1983 stond de club na een afwezigheid van een jaar opnieuw op het vijfde niveau.
Het geschipper tussen het vijfde en zesde niveau duurde een paar decennia. In 2004 tuimelde Rincón uit de Primera Regional, waarna ze twee seizoenen op het zevende niveau speelden. Vanaf dan werd de weg omhoog ingezet: van 2006 tot 2010 speelde de club in de Regional Preferente en van 2010 tot 2015 in de Primera Andaluza. In 2015 werd de club kampioen in de Primera Andaluza, waardoor de club naar de Tercera División promoveerde.
In zijn eerste seizoen in de Tercera División eindigde de club dertiende. In het seizoen 2016/17 finishte de club op een knappe zevende plaats. Na opnieuw een dertiende plaats in het seizoen 2017/18 eindigde de club in het seizoen 2018/19 op een degradatieplaats, waardoor de club na vier seizoenen weer naar het vijfde niveau zakte. Na de Spaanse competitiehervorming in 2021 werd dit het zesde niveau.
In 2023 werd Rincón kampioen in de División de Honor Andaluza, waardoor de club in het seizoen 2023/24 uitkwam in de Tercera Federación.